# Каменные круги

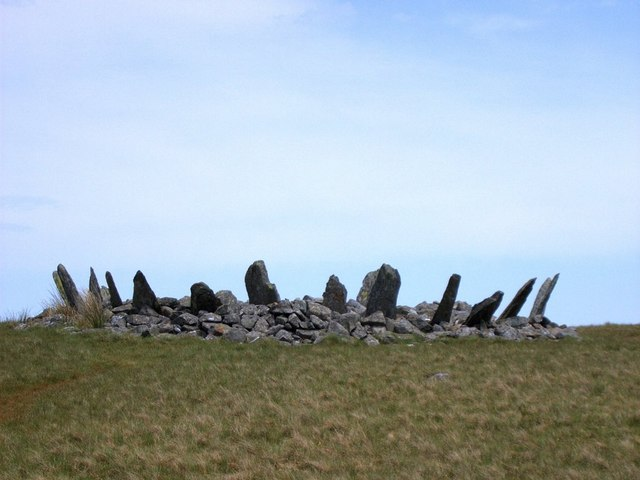
Кромлех на севере Уэльса

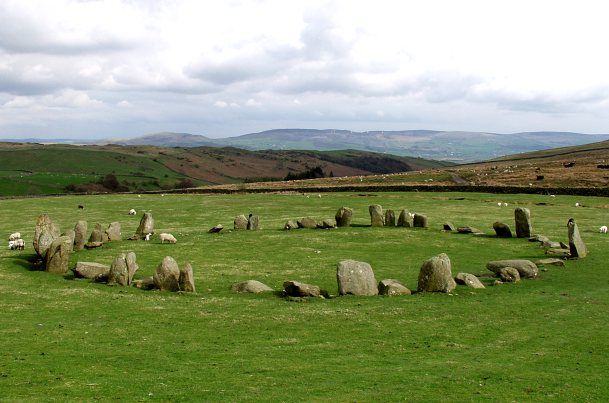
Суинсайд (Swinside), южная Камбрия

Каменные круги или кольца камней (англ. Stone circles) — тип археологического памятника, представляющий собой валуны или каменные глыбы, расположенные в виде круга или эллипса. Большинство из них находятся в Северо-западной Европе, особенно много их на территории Великобритании, Ирландии и Бретани. Такие сооружения датируются поздним неолитом и ранним бронзовым веком, причём большинство из них возведено около 3 тыс. лет до нашей эры. Наиболее известные сооружения такого типа включают в себя хенджи в Эйвбери, камни Роллрайт, элементы комплекса Стоунхендж и др. Встречаются и в других частях Европы. В южной Скандинавии каменные круги датируются несколько более поздним сроком возведения — эпохой железного века.
Каменные круги обычно классифицируются по форме и размеру камней, величине радиуса их круга и населённости данной территории на момент возведения. В настоящее время выдвинуто множество теорий, объясняющих использование таких кругов. Одним из самых распространённых является предположение об их назначении как о культовых местах для проведения языческих церемоний или неких магических ритуалов. Тем не менее, среди археологов нет единого мнения относительно их действительной функции. Строительство таких кругов часто требовало значительных общественных усилий, что включало предварительное планирование, разработка карьеров, транспортировка камней, закладка траншей для фундамента и собственно строительство.

## Разновидности
- Кромлехи — мегалитические сооружения на территории Британских островов и полуострова Бретань, датируемые энеолитом или началом бронзового века. Подобные сооружения известны и в других областях Европы и Азии: затопленная неолитическая деревня Атлит-Ям у берегов Израиля, «колесо духов» там же, Зорац-Карер в Армении, на территории России — памятники майкопской культуры.
- Могильные плиты, расположенные по кругу (англ.), — тип захоронения, характерный для южной Скандинавии железного века. Согласно одному из позднейших преданий, такие места предназначались для проведения народного схода — тинга. Переселившись на территорию современной Польши, готы стали возводить такие сооружения и к югу от Балтийского моря.
- Каменные круги Гамбии и Сенегала — специфический тип надмогильного памятника XI—XII веков нашей эры. Признаны ЮНЕСКО памятником Всемирного наследия.